# Acacia tawitawiensis
Acacia tawitawiensis är en ärtväxtart som beskrevs av Ivan Christian Nielsen. Acacia tawitawiensis ingår i släktet akacior, och familjen ärtväxter. Inga underarter finns listade i Catalogue of Life.